# Dimorphostylis coronata
Dimorphostylis coronata är en kräftdjursart som beskrevs av Gamo 1960. Dimorphostylis coronata ingår i släktet Dimorphostylis och familjen Diastylidae. Inga underarter finns listade i Catalogue of Life.